# 血色普提魚
夏威夷普提魚，又稱血色狐鯛，為輻鰭魚綱鱸形目隆頭魚亞目隆頭魚科的其中一種，分布於中東太平洋的夏威夷群島海域，棲息深度30-168公尺，體長可達19公分，棲息在珊瑚礁區海域，生活習性不明。

## 擴展閱讀
維基物種上的相關：血色普提魚